# Schilda (Brandenburg)
Schilda is een gemeente in de Duitse deelstaat Brandenburg, en maakt deel uit van het Landkreis Elbe-Elster.
Schilda telt 430 inwoners.